# Улица Карсавас (Рига)
Улица Ка́рсавас (латыш. Kārsavas iela) — улица в Латгальском предместье города Риги, в историческом районе Дарзциемс. Начинается от перекрёстка с улицей Дарзциема как продолжение улицы Румбулас, проходит в восточном направлении и заканчивается перекрёстком с улицей Илукстес.
Общая длина улицы составляет 785 метров. На всём протяжении имеется асфальтовое покрытие. Движение двустороннее. Общественный транспорт по улице не курсирует.

## История
Название улице присвоено в 1934 году, однако, по состоянию на 1940 год, к улице относился лишь один земельный участок. Первоначально улица Карсавас доходила только до нынешней улицы Истрас. Массовая застройка малоэтажными частными зданиями, сохранившаяся и сегодня, началась в 1950-е годы; тогда же улица Карсавас была продлена до улицы Илукстес.
Название улицы никогда не изменялось, оно происходит от названия города Карсава на востоке Латвии. В годы немецкой оккупации использовалась форма Karsauer Strasse.

## Прилегающие улицы
Улица Карсавас пересекается со следующими улицами:
- улица Дарзциема
- улица Крауклю
- улица Истрас
- улица Илукстес